# Teodor Hyrtaken
Teodor Hyrtaken (gr.: Θεόδωρος Ὑρτακηνός, Theodōros Hyrtakēnos) – retor bizantyński z przełomu XIII i XIV wieku.
Teodor Hyrtaken był nauczycielem gramatyki i retoryki w Konstantynopolu. Działał za panowania cesarzy Andronika II i Andronika III Paleologów (1283—1341). Napisał siedem deklamacji retorycznych, wśród nich: pozdrowienie cesarza Andronika powracającego do stolicy, mowy pogrzebowe na cesarza Michała VIII, cesarzową Irenę i swego starszego przyjaciela Nicefora Chumnosa. Zachował się Zbiór 93 listów Hyrtakena, skierowanych do cesarzy i wysokich dygnitarzy dworskich. Treścią listy te przypominają "żebraczą" twórczość poetycką Teodora Prodroma. Hyrtaken zabiegał w nich o pomoc materialną, prosił lub dziękował, polecał się pamięci możnych tego świata. Listy te nie przedstawiają większej wartości artystycznej, choć okraszone zostały przez autora cytatami z autorów starożytnych i licznymi porównaniami mitologicznymi.